# Pápateszér
Pápateszér község Veszprém vármegyében, a Pápai járásban. Közigazgatási területéhez tartozik a hajdan önálló, mára már teljesen elnéptelenedett egykori Zsörk község is.

## Fekvése
Veszprémtől északnyugatra, Csót és Bakonytamási közt fekvő település. Főutcája a Pápa és Veszprémvarsány között húzódó, a 83-as és a 82-es főutakat összekötő 832-es főút. Korábban vasúton is elérhető volt, a Tatabánya–Pápa-vasútvonalon, de 2007 óta ezen a szakaszon szünetel a személyforgalom.

## Nevének eredete
Neve a szláv teszér, taszár szóból ered, mely ácsot, famegmunkálót jelent.

## Története
Pápateszér területén már ősidők óta éltek emberek, melyet az itt talált újkőkori és később a római-korból származó leletek is bizonyítanak.
Árpád-kori település. Nevét már 1292 körül is említették. Ekkor királynéi birtok volt.
1332-ben mint Ugod várához tartozó település szerepelt egy határjáró oklevélben, melyben kettő működő patakmalmot is említenek.
1410-ben Thezer, 1626-ban Fenywfe Teszér néven említették az okiratokban. 
A Vázsonykői (nagyvázsonyi) Horváth család birtoka volt, majd a 17. században a család kihalása után az Esterházy család birtokába került.  A pápai végvárhoz közel fekvő Teszért, a török és a német is pusztította. A törökök alatt többször is elpusztult, de később mindig újranépesedett.
A fennmaradt hagyomány szerint az első idetelepülők magyar mész- és szénégetők voltak, később pedig a környező településekről érkeztek német telepesek.
A pusztává vált Teszért a 18. században a gróf Esterházy család pápai uradalmához csatolták és később szőlővel telepítették be, melyet a szomszédos települések lakói műveltek. 
A község lakói kivették részüket az 1848–49-es forradalom és szabadságharcból mind a hadiszolgálat, mind az anyagiak terén. A község temetőjében két volt honvéd sírja található, valamint a templom előtti téren a centenáriumi emlékmű tanúskodik erről.
A két világháború hősi halottain emlékét szintén a templom előtti téren Hősi emlékmű őrzi.
1785 és 1949 között a település megháromszorozta lakosainak számát. Igen jelentős fejlődést mutatott 1890 és 1930, amikor lakóépületeinek több mint fele felépült. Ezt a nagymérvű haladást az 1920-ban megnyitott téglagyár is segítette (tulajdonosai a Nágli fivérek), ahol eleinte kézzel gyártották a téglát. A falu közigazgatási területén működött a mai Magyarország területén a legtöbb (szám szerint 25) patakmalom.
A 20. század elején Veszprém vármegye Pápai járásához tartozott.
1941-ben a lakosság nagy része a mezőgazdaságban, mások a bányában, illetve az iparban dolgoztak. Már a II. világháború előtt volt körzeti és fogorvosa, aki az 1950-es évek közepéig itt szolgált; gyógyszertára ekkor a pápai járás legjobban ellátott gyógyszertára volt. 1941-től 1944 őszéig a nyári betakarítási időszakban gyermeknapközi működött. 1945 után kultúrházat építettek, bővítették a villanyhálózatot; 1968-ban létrehozták az öregek otthonát, tűzoltószertárt, varrodát, három tantermes iskolát építettek; 1969-ben már állatorvosa, védőnője, körzeti orvosa, betegápolója volt, majd fogorvosa. Termelőszövetkezete „Alkotmány” néven 1951-ben alakult, de 1956-ban meg is szűnt. 1952-ben alakult a „Reménység” tszcs, de érdemben ez sem működött. 1957-ben alakult a tsz újra, a környék egyik legjobban működő szövetkezete lett. Központi intézkedésre 1976-ban egyesült a csótival és lett „Vörös Hajnal” Csót központtal. A gépparkot egyesítették, Csóton gépállomás létesült, Pápateszérre új varrodát építettek. A rendszerváltáskor a tsz felbomlott, a faluban termelő egysége nem maradt.  A téglagyár mögötti területen kényszervágóhíd épült, amely jelenleg húsüzemként működik.
Az 1980-as évek közepén többek között hathatós szülői segítséggel két új épületrésszel bővül, korszerűsödik az iskola, ahová Bakonytamási, Bakonyszentiván és Bakonyság gyermekei is járnak. A Farkas- és Fényes-hegyre is kivezetik az elektromos hálózatot. Az iskola 1995-ben tovább bővül egy új tornateremmel. 1992-ben a vezetékes víz, 1994-ben a telefon, 1996-ban a vezetékes gázellátás valósul meg a községben, majd az ivóvíz az említett szőlőhegyekben is elérhető.
A faluban több fűrészüzem működik, a régi téglagyárat 2007-ben korszerű alagútkemencével, teljesen automatizált gyártósorral szerelték fel. A régi körkemencét kemencét elbontották, a régi épületre a megmaradt téglakémény emlékeztet.
A település 1950-ig a pápai járás nagyközsége; 1950 és 1969 között önálló tanács működött. 1969-ben Bakonyszentivánt és Bakonyságot, 1970-ben Bakonytamási települést is ide csatolták. 1990-től 1995-ig körjegyzőségi székhely, társközségei Bakonyszentiván és Bakonyság. 2007-ig önálló község, 2007-től ismét körjegyzőségi székhely, társközsége Bakonytamási.

## Egyházi élete
A falu régi egyházashely, plébánosát legkorábban, 1501-ben említik. 1698-ban temploma régtől romokban hever, csak falai állnak a kerítetlen temetőben. Egy haranglábon függ 1 kis harang.
Egy 1733. évi összeírás is még romokban találja, istentiszteletet az iskolában tartanak. Felszerelése ekkor még igen hiányos. Az összeírásból az is kiderül, hogy nagyjából a mai templom helyén állt. 1737-ben a romokhoz hozzáépített (vagy a romok mellett felépített?) templom működik, némi felszerelése is van, tudjuk egy 1771. évi iratból.
Az 1748. évi egyházlátogatás szerint a Keresztelő Szt. János tiszteletére emelt templom jó karban van, jól megépítették gr. Esterházy Ferenc idejében. Volt egy oltára és egy harangja, s ami a legfontosabb ekkor romokról már nincs szó. Körülötte a temető elég szűkös és kerítetlen. Anyakönyvét 1743-tól vezetik.
A plébániát 1743-ban Eszterházy Károly alapította, aki később egri püspök lett. Pápateszér addig a győri egyházmegye egyik plébániájának fíliája volt. Az alapításkor a pápateszéri plébánia fíliái voltak: Szentiván, Ságh, Tamási, Kisdém, Nagydém, Szücs és Fenyőfő. 1805-től Bakonyszentiván, Bakkonyság, Bakonytamási, Kisdém a fíliái.
1698-ban népessége tiszta evangélikus, míg a 18. században érkező magyar és német jövevények mind katolikusok. Egy évszázad múlva az evangélikusok száma elenyészővé vált. (Régi elbeszélések alapján tudni vélik, hogy aki megmaradt evangélikus hitén, annak a szomszédos Bakonytamásiba kellett menekülnie. Erről azonban írásos feljegyzés nem található.) 1773-ban magyar falu, melyben már régóta római katolikus iskola működik.
A szőlőhegyen álló kápolna építéséről szinte semmit nem tudunk. Az 1. katonai térkép (1784.) még nem jelzi, és Korabinszky lexikona sem említi 1786-ban. A Kopátsy-féle egyházmegyei térkép. (1851) „praed. impop. cum eccl.” jellel mutatja, tehát néptelen puszta kápolnával. Koppány Tibor, a Veszprém megyei püspöki levéltárban őrzött visitációs jegyzőkönyv alapján, építési idejét 1813. évre teszi: „a szőlőhegyen álló kápolnát 1813-ban építették Szt. István tiszteletére, toronnyal és abban egy haranggal, belsejében oltárral és egy fa kórussal”. Az 1845. évi visitatio alkalmával összeírják. Az 1857. évi kataszteri térkép jelenlegi kontúrjával ábrázolja St. Stefan felirattal. Fentiek és a látottak alapján építése a 18. század első felére tehető. A kórus gerendáján felirat: „javíttatott 1883-ban, javíttatott 1951-ben”.

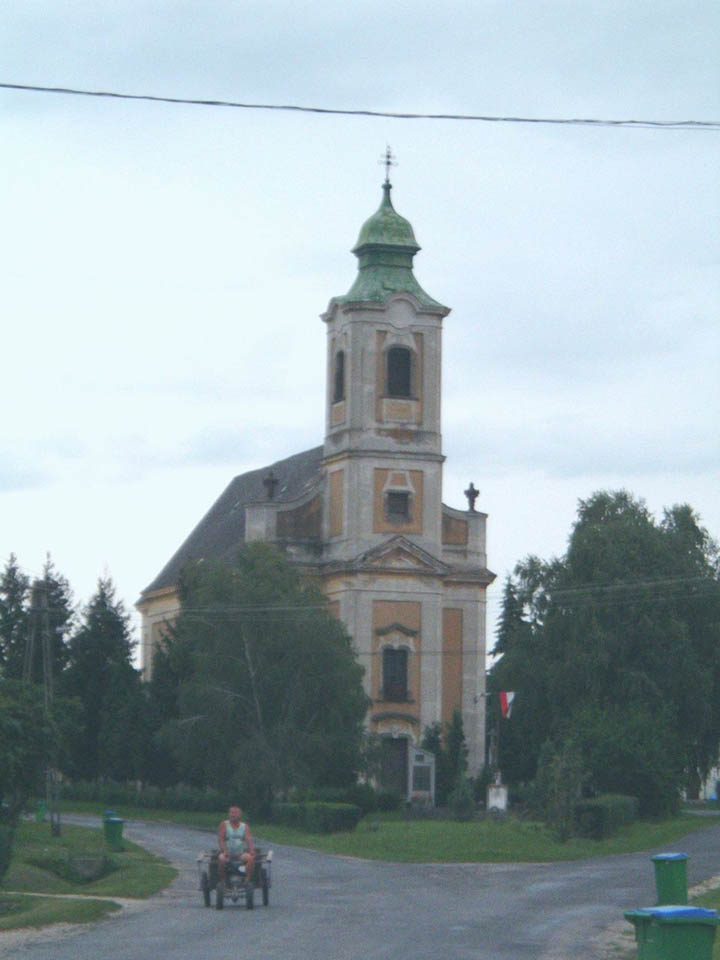
Pápateszér temploma
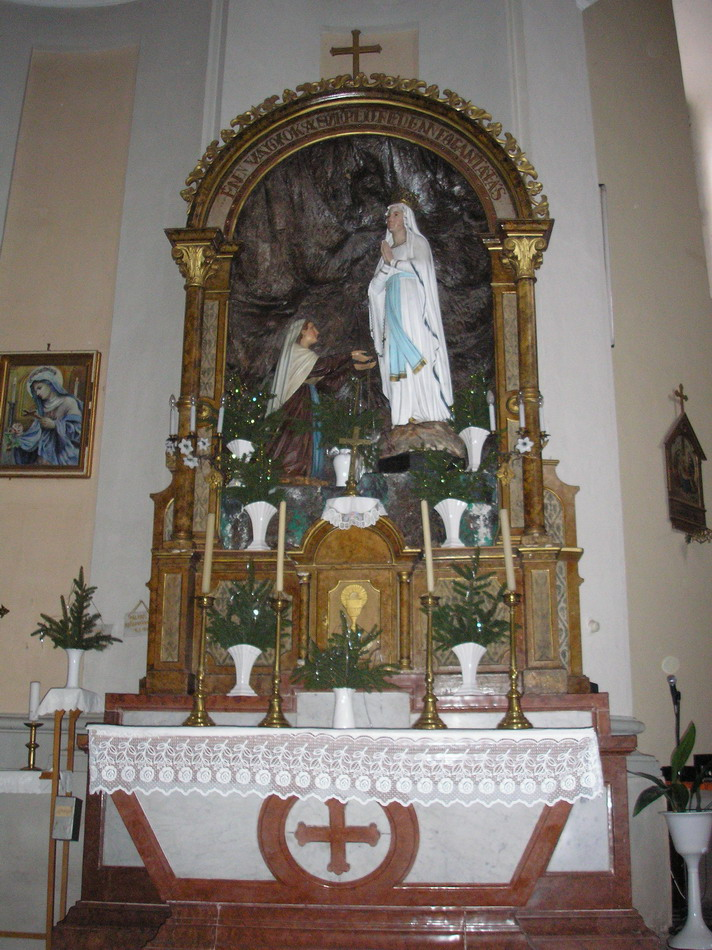
Lourdes-i Szűzanya-oltár
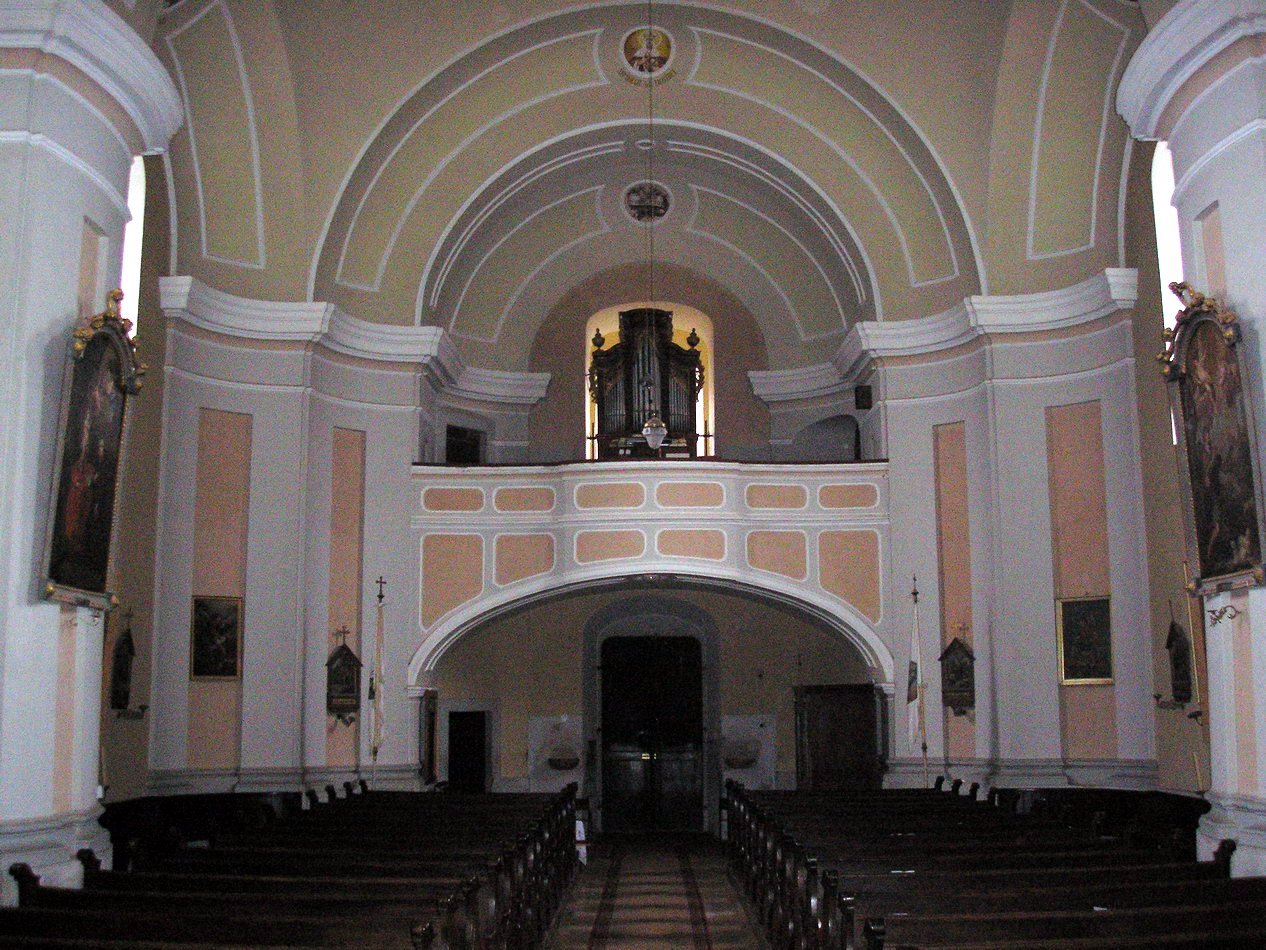
Karzat az orgonával
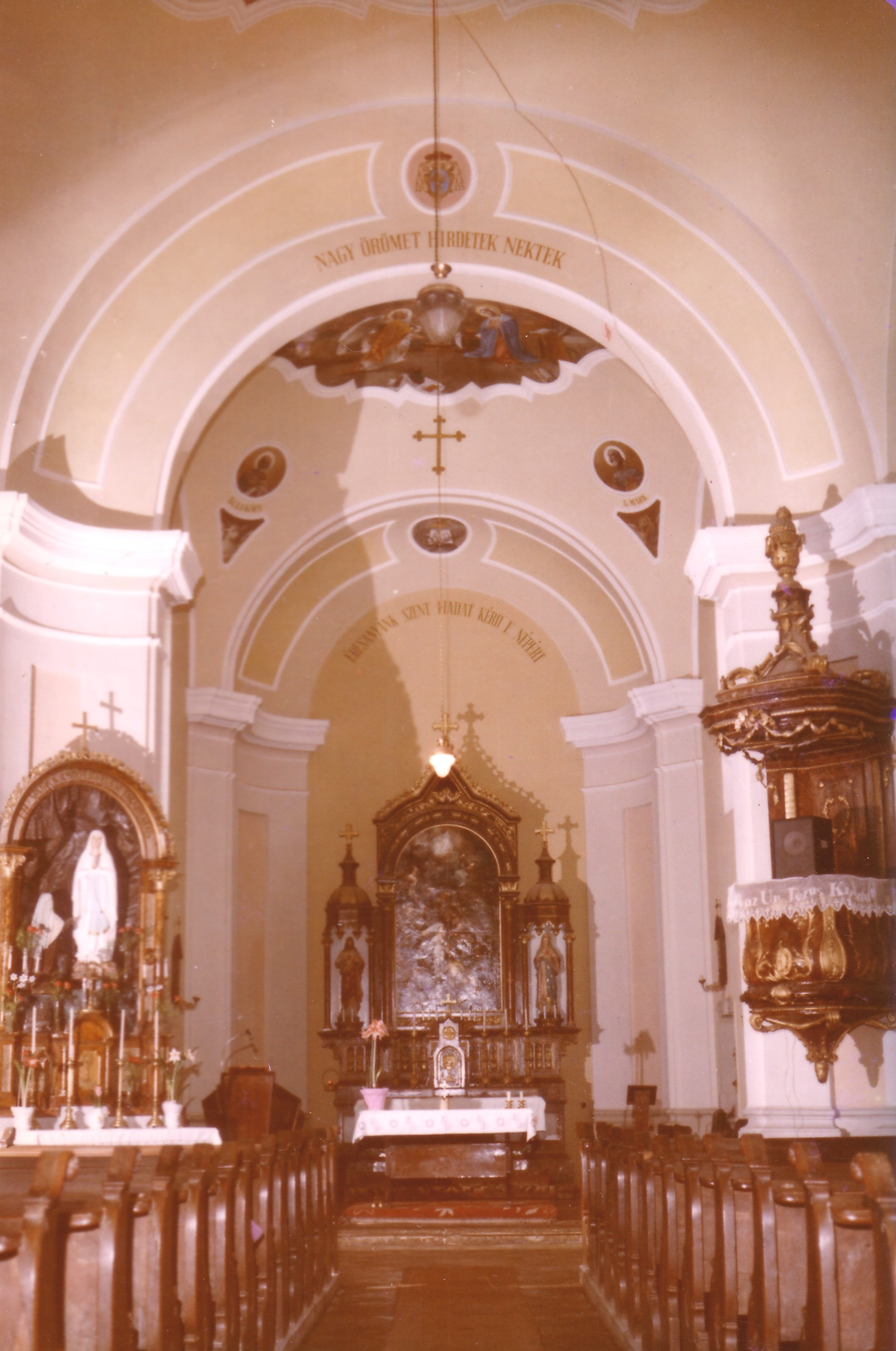
A templom főhajója
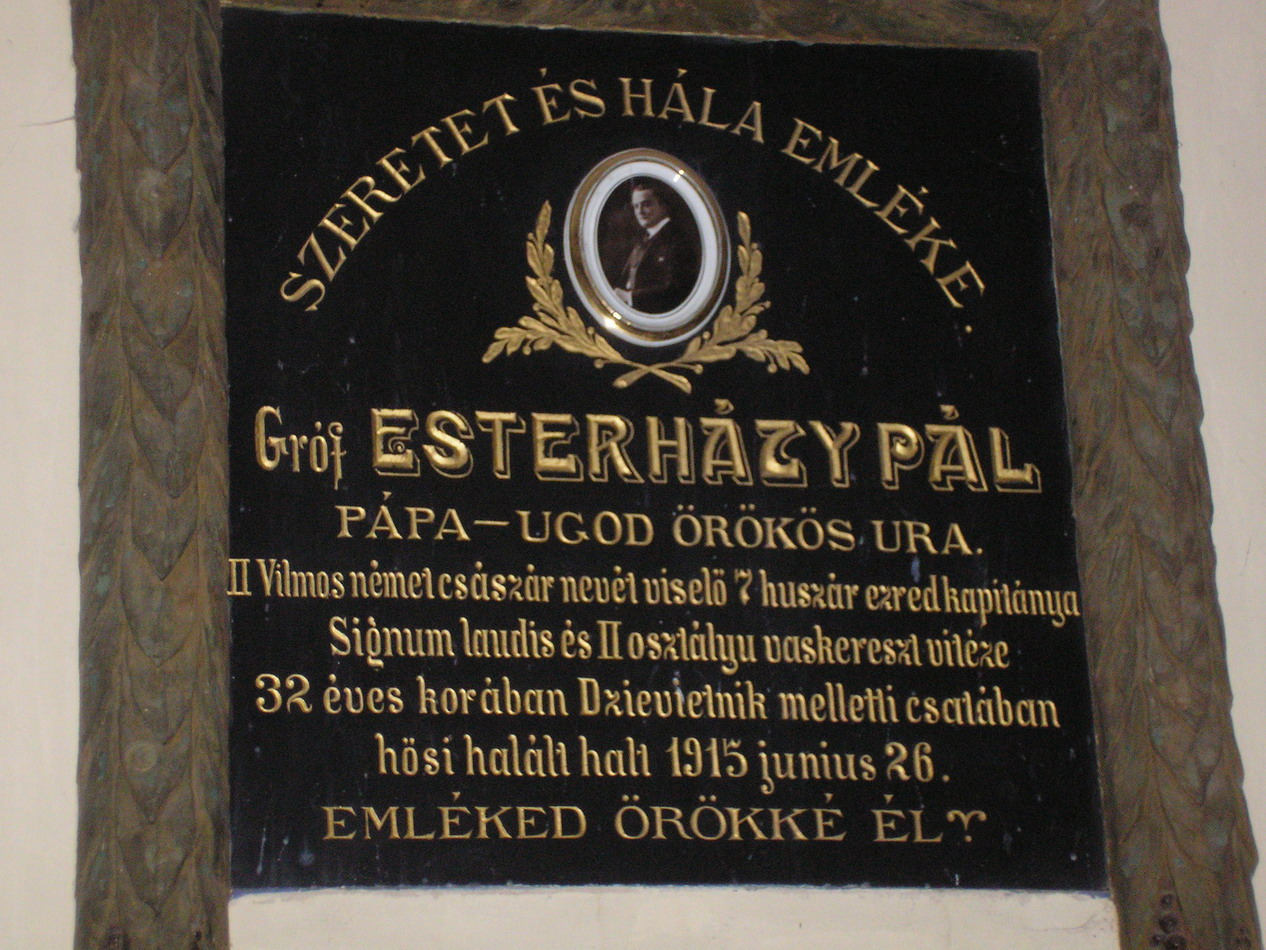
Gróf Esterházy Pál emléktáblája

## Közélete

### Polgármesterei
- 1990–1994: Kurics László (FKgP-VP)[3]
- 1994–1998: Kurics László Endre (független)[4]
- 1998–2002: Süle Kálmán (független)[5]
- 2002–2006: Süle Kálmán (független)[6]
- 2006–2010: Szalczer György (független)[7]
- 2010–2014: Szalczer György László (független)[8]
- 2014–2019: Völfinger Béla (független)[9]
- 2019–2024: Völfinger Béla (független)[10]
- 2024– : Völfinger Béla (független)[1]

## Népesség
Pápateszér lakosságának számbeli alakulása: 1785-ben 740 fő, 1829-ben 973 fő, 1857-ben 1337 fő, 1869-ben 1319 fő, 1890-ben 1580 fő,
1910-ben 1714 fő (Közülük 1683 magyar, 30 német volt. Ebből 1650 római katolikus, 32 evangélikus, 22 izraelita volt.).
, 1930-ban 1938 fő, 1941-ben 1950 fő, 1949-ben 2044 fő, 1960-ban 1881 fő, 2000-ben 1312 fő, 2007-ben 1287 fő.
A 2011-es népszámlálás során a lakosok 91,2%-a magyarnak, 5,1% németnek, 7,1% cigánynak, 0,3% románnak mondta magát (8,8% nem nyilatkozott; a kettős identitások miatt a végösszeg nagyobb lehet 100%-nál). A vallási megoszlás a következő volt: római katolikus 65,9%, református 1,4%, evangélikus 1,9%, görögkatolikus 0,1%, felekezeten kívüli 10,1% (20,3% nem nyilatkozott).
2022-ben a lakosság 93,9%-a vallotta magát magyarnak, 4% cigánynak, 3,5% németnek, 0,3% románnak, 0,2% ukránnak, 0,2% szlováknak, 0,1% ruszinnak, 0,4% egyéb, nem hazai nemzetiségűnek (6% nem nyilatkozott; a kettős identitások miatt a végösszeg nagyobb lehet 100%-nál). Vallásuk szerint 47,7% volt római katolikus, 2% református, 1,4% evangélikus, 0,7% görög katolikus, 0,2% ortodox, 0,6% egyéb keresztény, 0,7% egyéb katolikus, 14,6% felekezeten kívüli (32,1% nem válaszolt).
| Lakosok száma | 1166 | 1146 | 1168 | 1208 | 1173 | 1189 | 1199 |
|               | 2013 | 2014 | 2015 | 2021 | 2022 | 2023 | 2024 |

## Iskola
A községi iskolai oktatásról az 1780-as évektől kezdődően vannak dokumentumok. Az iskolák fenntartására a 19. század első felében Markovics János plébános (későbbi veszprémi kanonok) komoly alapítványokat tett, az iskolák felállítására az ő idején, hathatós közbenjárására került sor. Nevét utca viseli a községben.

## Nevezetességei
- Első- és második világháborús emlékmű (a templommal szemben a téren),
- Római katolikus templom (Keresztelő Szent János)

## Képgaléria

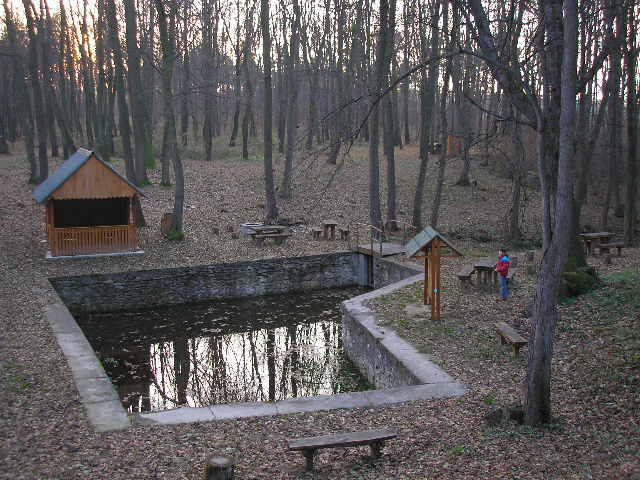
Az egykori grófi fürdő
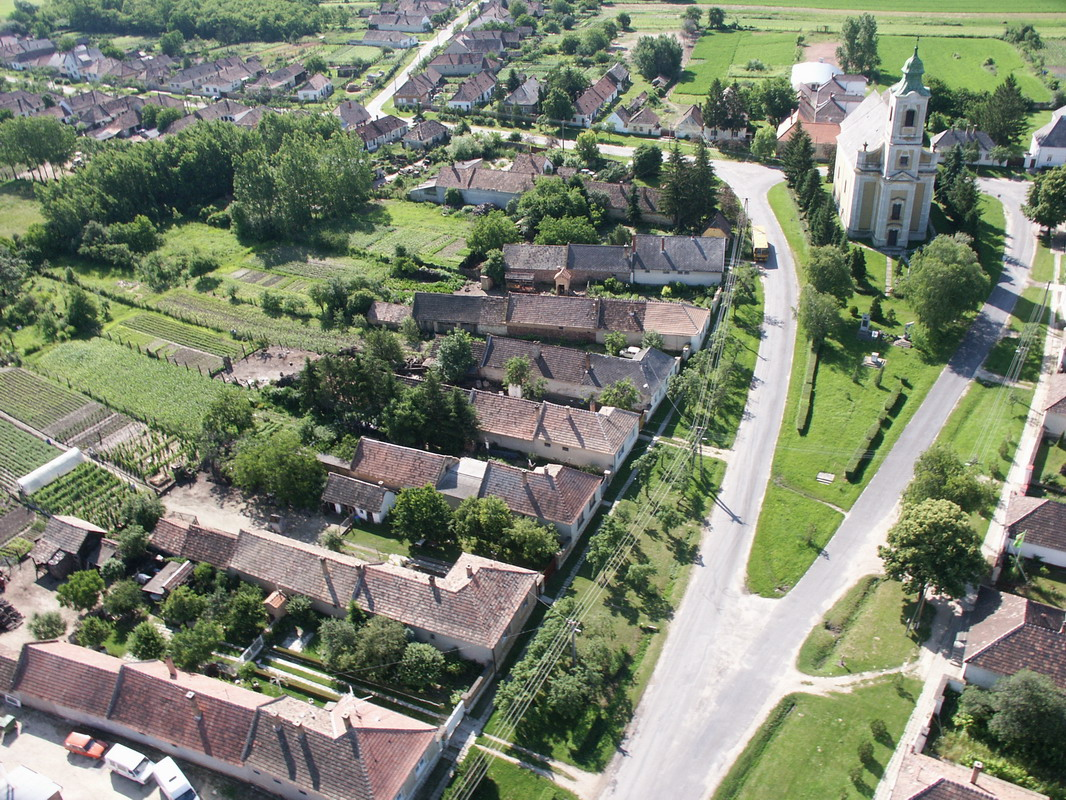
Utcarészlet a templommal
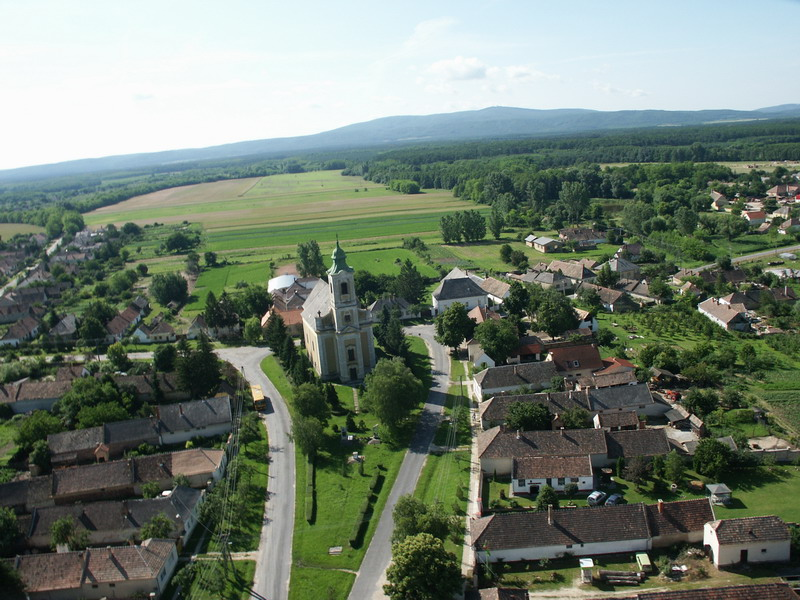
Templomát Szűz Mária tiszteletére szentelték
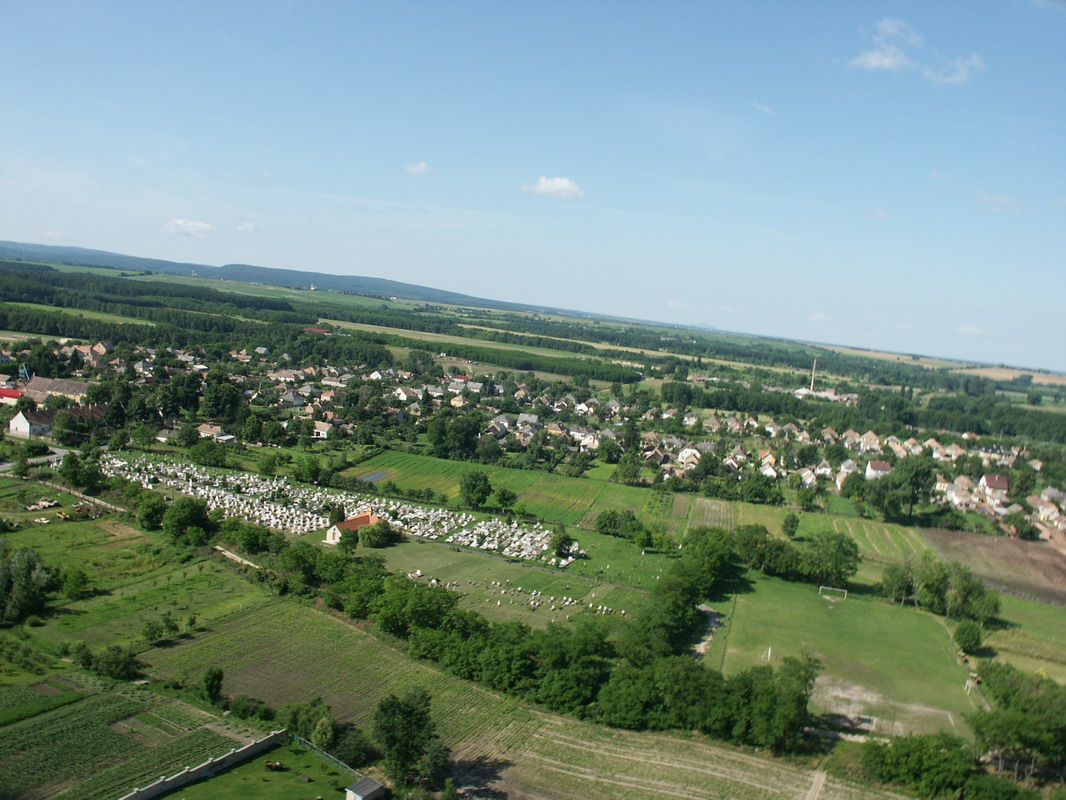
Falurészlet madártávlatból
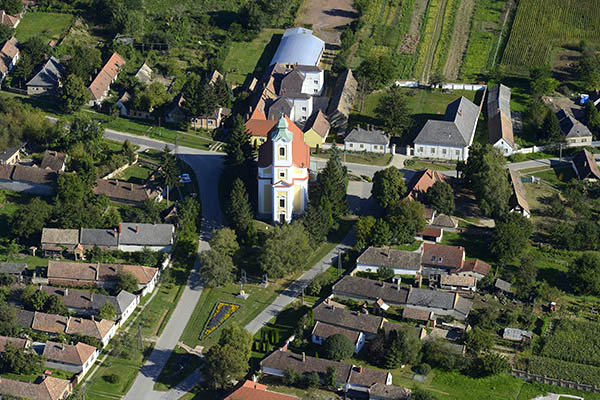

## Kapcsolódó szócikk
- Zsörk

## Külső hivatkozások
- https://web.archive.org/web/20050518224825/http://www.ekmk.hu/emlekhely/Emlekhelyek/h_154001.html
- http://www.vasutallomasok.hu/allomas.php?az=papt
- http://www.balaton.hu/index.php?open_partner=1&partner_id=2385
- http://www.lovaspark.hu/
- http://www.b-m.hu/bmkkh/kozigszerv.nsf/szekhely/96D16E65805A1B13C1256E9400281097%5B%5D
- https://web.archive.org/web/20100324004657/http://ersekseg.veszprem.hu/vegyhm2/plebaniak/papteszer.htm